# Río Panaholma
El río Panaholma es un cauce natural de agua del valle de Traslasierra, en la provincia de Córdoba (Argentina). Es el río más largo y ancho del valle

## Curso
Tiene su origen en las Cumbres de Achala y lo forman dos arroyos principales: Laguna Verde y Los Hornillos. Desde el Rodeo de Las Mulas el río fluye hacia el oeste hasta La Esquina del Río, sigue luego al sudoeste y llega al pueblo de Panaholma, que le da su nombre. Desde aquí recorre el valle de norte a sur, pasa por Villa Cura Brochero para juntarse más adelante con el río Mina Clavero, dando nacimiento al río de los Sauces.
Es de aguas mesotermales y cristalinas y posee propiedades curativas.
Sobre el cauce del río Panaholma se forman extensas playas de arenas doradas, además de contar con importantes balnearios como Las Maravillas, "Piedras Rosadas, "La Tablita", Municipal de Villa Cura Brochero, y Los Cedros.

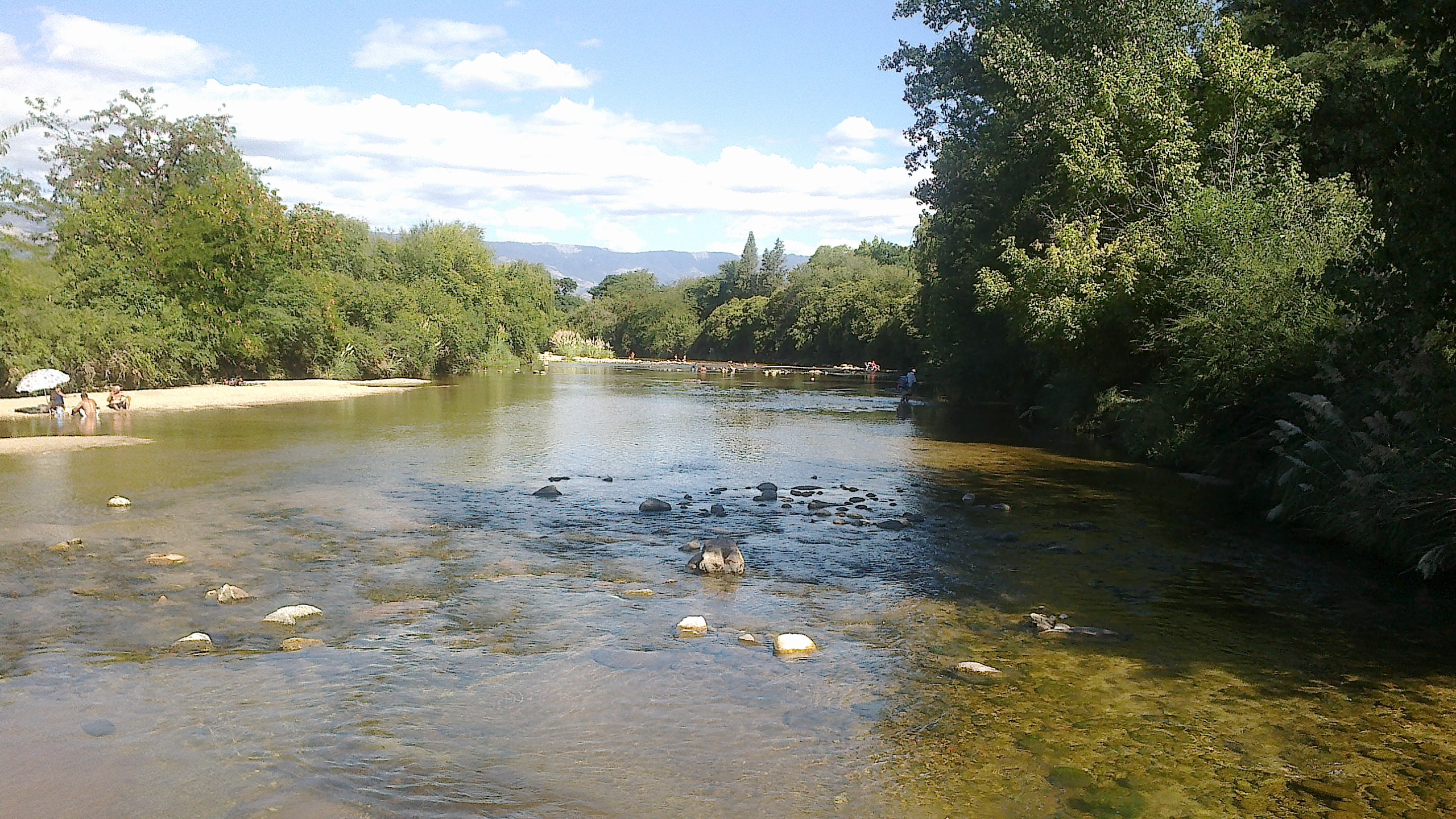
Vista en la ciudad de Villa Cura Brochero.